# 무토 가분

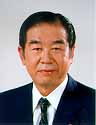

무토 가분(일본어: 武藤 嘉文, 1926년 11월 18일 ~ 2009년 11월 4일)는 일본의 정치인이다. 자유민주당 중의원 의원, 농림수산대신, 통상산업대신, 외무대신, 총무청 장관을 역임하였다. 부친은 중의원 의원 무토 가이치이다.
무토는 1926년, 기후현의 가카미가하라시에서 태어나, 1951년에 교토 대학 법학부를 졸업하였다. 1967년, 중의원 의원 총선거에 자유민주당 소속으로 입후보해 당선되었고, 이후 13번 연속 당선되었다.
그는 와타나베 미치오의 측근으로, 1979년, 제2차 오히라 내각에서 와타나베의 추천으로 농림수산부 대신으로 첫 입각하였다. 1990년, 제2차 가이후 내각에서 통산대신이 되었고, 1993년에 병으로 사임한 와타나베 미치오의 후임으로 미야자와 개조 내각의 외무대신으로 들어갔다. 1995년, 자민당 총무회장이 되었으며, 1996년에는 제2차 하시모토 내각에서 행혁담당의 총무청장관에게 취임.
2000년에 훈일등 욱일대수장 (勲一等旭日大綬章) 을 수상하였고, 2005년에 정계 은퇴를 선언하였다. 2009년, 췌장암으로 도쿄도 내의 병원에서 84세의 나이로 사망하였다.